# 不弥国
不弥国（ふみこく）は、3世紀に日本列島に存在したとされる国のひとつである。日本考古学界では福岡県飯塚市の立岩遺跡群を中心地に比定する見解などがある。

## 概要
『三国志』「魏書」東夷伝の通称「魏志倭人伝」や『北史倭国伝』によれば、不弥国（不彌國）は、奴国（または伊都国）から東へ百里の位置にあり、長官は多模、副官は卑奴母離と呼ばれ、1000余の家がある。
「東行至不彌國百里 官曰多模 副曰卑奴母離 有千餘家」
対馬国から奴国までは、諸説ほとんど大差がないが、九州説と畿内説では投馬国と邪馬台国の位置が大きく異なり、直行説では不弥国はその二国への経路にあたる。そのため不弥国の比定地が九州説と畿内説の分かれ目ともなる。
内陸説
福岡県宇美町や飯塚市穂波（論者は菅政友、久米邦武など）、大宰府付近（論者は白鳥庫吉、宝賀寿男、楠原佑介など）とする説がある。考古学界では飯塚市立岩遺跡群を充てる見解がある。
沿岸説
志賀島（論者は田中卓）、福津市津屋崎（論者は笠井新也）、福岡市東区箱崎、北九州市、糟屋郡新宮町、行橋市、築上郡築上町などの説がある（他にも多くの説がある）。また「陸行水行」の記事が他国への道程記事と異なり異質であること、現存する最も古い記録の『魏略』の記事において、陸行水行や投馬国の記事が存在しないことから、これらは後世写本した際の混入記事で、実際には不弥国から邪馬台国まで南行するだけであったとする説もある。

## 不弥国の所在地
帯方郡から不弥国までの行程について、『魏志倭人伝』や『北史倭国伝』には、次のように記述されている。
| 魏志倭人伝（原文）                                                   | 魏志倭人伝（訳注） | 北史倭国伝（原文）                                       |
| -------------------------------------------------------------------- | --- | -------------------------------------------------------- |
| 倭人在帯方東南、大海中。                                             | 倭人は帯方の東南、大海の中にあり。                                                                                           | 倭國在百濟、新羅東南、水陸三千里。                       |
| 從郡至倭、循海岸水行、歴韓國、乍南乍東、到其北岸狗邪韓國、七千餘里。 | 郡より倭に至るには、海岸に循って水行し、韓国を経て、乍（あるい）は南し、乍（あるい）は東し、その北岸狗邪韓国に到る七千餘里。 | 計從帶方至倭國、循海水行、歴朝鮮國、乍南乍東、七千餘里。 |
| 始度一海、千餘里至對海國。                                           | 始めて一海を度る千余里。対馬国に至る。                                                                                       | 始度一海。又南千餘里。                                   |
| 又南渡一海千餘里、名曰瀚海、至一大國。                               | また南一海を渡る千余里、名づけて瀚海という。一大国に至る。                                                                   | 度一海、闊千餘里、名瀚海、至一支國。                     |
| 又渡一海、千餘里至末盧國。                                           | また一海を渡る千余里、末盧国に至る。                                                                                         | 又度一海千餘里、名末盧國。                               |
| 東南陸行五百里、到伊都國。                                           | 東南陸行五百里にして伊都国に到る。                                                                                           | 又東南陸行五百里、至伊都國。                             |
| 東南至奴國百里。                                                     | 東南奴国に至る百里。 | 又東南百里、至奴國。                                     |
| 東行至不彌國百里。                                                   | 東行不弥国に至る百里。 | 又東行百里、至不彌國。                                   |